# Spitzenbodenbeschleunigung
Spitzenbodenbeschleunigung ist ein Wert für die maximale Bodenbeschleunigung am Messort während eines Erdbebens. In der Fachliteratur wird sie auch als PGA bezeichnet (Akronym der englischen Bezeichnung Peak Ground Acceleration). Sie kann als Maß für die zerstörerische Kraft eines Erdbebens herangezogen werden. Im Bauwesen gibt es vorgeschriebene Industrienormen (EN 1998-1), die bestimmen, welchen PGA-Wert Gebäude unbeschädigt überstehen müssen.
Als Einheit wird meist m/s2 oder die Erdbeschleunigung g verwendet.